# Paratylopus
Paratylopus es un género extinto de animal terrestre herbívoro de la familia de los Camelidae, endémico de América del Norte que vivió desde el  Eoceno hasta el Oligoceno  hace entre 38.0—30.8 millones de años.

## Taxonomía

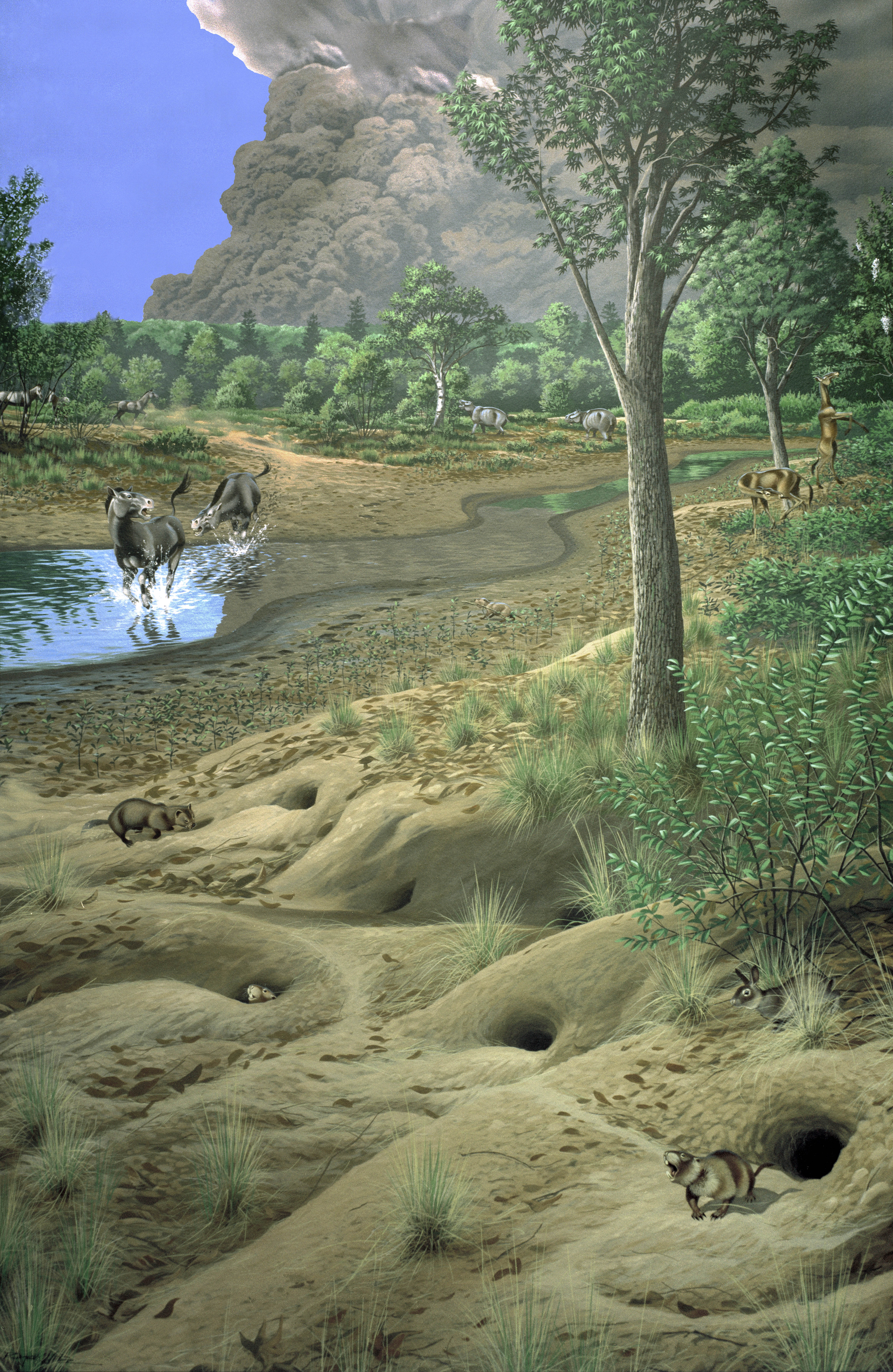
Restauración de Paratylopus (parte superior derecha) y otros animales de Oligoceno superior de Oregon

Paratylopus fue nombrado por Matthew (1909) [nombrado como subgénero Matthew y en 1904,  elevado al nivel de género].Fue asignado a la familia de los  Camelidae por Matthew (1909) y Carroll (1988).

## Morfología
Cuatro especímenes fueron examinados para calcular su  masa corporal  por M. Mendoza, C. M. Janis, y P. Palmqvist. Se estimó que estos especímenes pesaban:
- 52,2 kg (115,1 lb)
- 44,8 kg (98,8 lb)
- 38,5 kg (84,9 lb)
- 42,9 kg (94,6 lb)[4]

## Distribución fósil
La distribución de fósiles se centra en el oeste de  Wyoming, este de  Nebraska hasta el noreste de  Colorado y el  suroeste de Dakota del sur.